# Deportes (Chile)
Deportes fue una revista deportiva editada en Chile desde abril de 1915 por la empresa Editorial Latina. Su contenido era especializado en deportes. Fue una de las primeras revistas de deportes de Chile. La redacción de la revista estaba ubicada en Santiago, y se encontraba a cargo de Chalo.
Su período de publicación se extendió por 3 años entre abril de 1915 y noviembre de 1917.